# Herb Pennock
Herbert Jefferis Pennock (Kennett Square, Pensilvania, 10 de febrero de 1894-Nueva York, Nueva York, 30 de enero de 1948), más conocido como Herb Pennock, fue un jugador profesional estadounidense de béisbol que se desempeñó en la posición de lanzador en las Grandes Ligas de Béisbol (MLB). Es miembro del Salón de la Fama del Béisbol.

## Carrera
Pennock jugó como profesional cuatro temporadas en Oakland Athletics (1912-1915), después pasó a Boston Red Sox (1915-1917, 1919-1922), luego a New York Yankees (1923-1933), posteriormente regresó a Boston Red Sox, donde jugó una temporada (1934), y fue el equipo en el que se retiró.

## Reconocimiento
En 1948, ingresó como miembro al Salón de la Fama del Béisbol.